# Wahlkreis Perugia (Senato della Repubblica)
Der Wahlkreis Perugia war von 1993 bis 2005 und ist seit 2017 wieder ein Wahlkreis (italienisch collegio elettorale) für die Wahl des Senats.

## Von 1993 bis 2005

### Wahlkreisgebiet
Der Wahlkreis umfasste 4 Gemeinden: Bettona, Deruta, Perugia und Torgiano.

### Wahlergebnisse

#### Parlamentswahl 1994
| Kandidaten               | Kandidaten        | Parteien           | Stimmen | %    |
| ------------------------ | ----------------- | ------------------ | ------- | ---- |
|                          | Leonardo Caponi   | Progressisti       | 50.316  | 49,4 |
|                          | Giuseppe Ollearis | Alleanza Nazionale | 28.043  | 27,6 |
|                          | Ferruccio Chiuini | Patto per l’Italia | 23.416  | 23,0 |
| Gesamt                   | Gesamt            | Gesamt             | 101.775 | 100  |
|                          |                   |                    |         |      |
| Ungültige Stimmen        | Ungültige Stimmen | Ungültige Stimmen  | 8.779   | 7,9  |
| Wähler                   | Wähler            | Wähler             | 110.554 | 90,2 |
| Wahlberechtigte          | Wahlberechtigte   | Wahlberechtigte    | 122.600 |      |
|                          |                   |                    |         |      |
| Quelle: Innenministerium |                   |                    |         |      |

#### Parlamentswahl 1996
| Kandidaten               | Kandidaten        | Parteien            | Stimmen | %    |
| ------------------------ | ----------------- | ------------------- | ------- | ---- |
|                          | Leonardo Caponi   | Progressisti        | 50.958  | 50,5 |
|                          | Franco Asciutti   | Polo per le Libertà | 46.196  | 45,8 |
|                          | Giuseppe Dionigi  | Lega Nord           | 3.720   | 3,7  |
| Gesamt                   | Gesamt            | Gesamt              | 100.874 | 100  |
|                          |                   |                     |         |      |
| Ungültige Stimmen        | Ungültige Stimmen | Ungültige Stimmen   | 9.468   | 8,6  |
| Wähler                   | Wähler            | Wähler              | 110.342 | 88,4 |
| Wahlberechtigte          | Wahlberechtigte   | Wahlberechtigte     | 124.829 |      |
|                          |                   |                     |         |      |
| Quelle: Innenministerium |                   |                     |         |      |

#### Parlamentswahl 2001
| Kandidaten               | Kandidaten          | Parteien                             | Stimmen | %    |
| ------------------------ | ------------------- | ------------------------------------ | ------- | ---- |
|                          | Paolo Brutti        | L’Ulivo                              | 50.181  | 46,1 |
|                          | Franco Asciutti     | Casa delle Libertà                   | 43.371  | 39,9 |
|                          | Maria Rita Manfroni | Partito della Rifondazione Comunista | 7.142   | 6,6  |
|                          | Stelvio Zecca       | Lista Di Pietro                      | 3.425   | 3,1  |
|                          | Guido Della Torre   | Democrazia Europea                   | 2.760   | 2,5  |
|                          | Massimo Carloni     | Lista Emma Bonino                    | 1.871   | 1,7  |
| Gesamt                   | Gesamt              | Gesamt                               | 108.750 | 100  |
|                          |                     |                                      |         |      |
| Ungültige Stimmen        | Ungültige Stimmen   | Ungültige Stimmen                    | 3.915   | 3,5  |
| Wähler                   | Wähler              | Wähler                               | 112.665 | 86,7 |
| Wahlberechtigte          | Wahlberechtigte     | Wahlberechtigte                      | 130.023 |      |
|                          |                     |                                      |         |      |
| Quelle: Innenministerium |                     |                                      |         |      |

## Von 2017 bis 2020

### Wahlkreisgebiet
Der Wahlkreis umfasste 32 Gemeinden der Provinz Perugia (Assisi, Bastia Umbra, Bettona, Castiglione del Lago, Citerna, Città della Pieve, Città di Castello, Collazzone, Corciano, Costacciaro, Deruta, Fossato di Vico, Gualdo Tadino, Gubbio, Lisciano Niccone, Magione, Marsciano, Monte Santa Maria Tiberina, Montone, Paciano, Panicale, Passignano sul Trasimeno, Perugia, Piegaro, Pietralunga, San Giustino, Scheggia e Pascelupo, Sigillo, Torgiano, Tuoro sul Trasimeno, Umbertide und Valfabbrica).

### Wahlergebnisse

#### Parlamentswahl 2018
| Kandidaten               | Kandidaten               | Stimmen | %    | Listen                              | Stimmen | %    |
| ------------------------ | ------------------------ | ------- | ---- | ----------------------------------- | ------- | ---- |
|                          | Francesco Zaffinigewählt | 91.461  | 36,1 | Lega per Salvini Premier            | 49.992  | 19,8 |
| Forza Italia             | Francesco Zaffinigewählt | 91.461  | 36,1 | 27.745                              | 11,0    |      |
| Fratelli d’Italia        | Francesco Zaffinigewählt | 91.461  | 36,1 | 12.492                              | 4,9     |      |
| Noi con l’Italia – UDC   | Francesco Zaffinigewählt | 91.461  | 36,1 | 1.232                               | 0,5     |      |
|                          | Giampiero Giulietti      | 75.423  | 29,8 | Partito Democratico                 | 68.822  | 27,2 |
| +Europa                  | Giampiero Giulietti      | 75.423  | 29,8 | 4.616                               | 1,8     |      |
| Civica Popolare          | Giampiero Giulietti      | 75.423  | 29,8 | 995                                 | 0,4     |      |
| Italia Europa Insieme    | Giampiero Giulietti      | 75.423  | 29,8 | 990                                 | 0,4     |      |
|                          | Francesca Tizi           | 66.210  | 26,2 | Movimento 5 Stelle                  | 66.210  | 26,2 |
|                          | Adolfo Orsini            | 7.597   | 3,0  | Liberi e Uguali                     | 7.597   | 3,0  |
|                          | Fabio Sebastiani         | 3.424   | 1,4  | Potere al Popolo!                   | 3.424   | 1,4  |
|                          | Serenella Filangeri      | 2.374   | 0,9  | CasaPound Italia                    | 2.374   | 0,9  |
|                          | Marco Sciamanna          | 2.315   | 0,9  | Il Popolo della Famiglia            | 2.315   | 0,9  |
|                          | Matteo Polito            | 2.308   | 0,9  | Partito Comunista                   | 2.308   | 0,9  |
|                          | Fulvio Carlo Maiorca     | 1.283   | 0,5  | Italia agli Italiani (FT – FN)      | 1.283   | 0,5  |
|                          | Franco Valentini         | 487     | 0,2  | Partito Valore Umano                | 487     | 0,2  |
|                          | Bruna Maria Barbetti     | 196     | 0,1  | Partito Repubblicano Italiano – ALA | 196     | 0,1  |
| Gesamt                   | Gesamt                   | 253.078 | 100  |                                     | 253.078 | 100  |
|                          |                          |         |      |                                     |         |      |
| Ungültige Stimmen        | Ungültige Stimmen        | 7.154   | 2,7  |                                     |         |      |
| Wähler                   | Wähler                   | 260.232 | 79,0 |                                     |         |      |
| Wahlberechtigte          | Wahlberechtigte          | 329.241 |      |                                     |         |      |
|                          |                          |         |      |                                     |         |      |
| Quelle: Innenministerium |                          |         |      |                                     |         |      |

## Seit 2020

### Wahlkreisgebiet
Der Wahlkreis umfasst alle 92 Gemeinden der Region.

### Wahlergebnisse

#### Parlamentswahl 2022
| Kandidaten                          | Kandidaten               | Stimmen | %    | Listen                                                  | Stimmen | %    |
| ----------------------------------- | ------------------------ | ------- | ---- | ------------------------------------------------------- | ------- | ---- |
|                                     | Francesco Zaffinigewählt | 199.663 | 45,8 | Fratelli d’Italia                                       | 131.396 | 30,1 |
| Lega per Salvini Premier            | Francesco Zaffinigewählt | 199.663 | 45,8 | 34.517                                                  | 7,9     |      |
| Forza Italia                        | Francesco Zaffinigewählt | 199.663 | 45,8 | 31.743                                                  | 7,3     |      |
| Noi Moderati                        | Francesco Zaffinigewählt | 199.663 | 45,8 | 2.007                                                   | 0,5     |      |
|                                     | Federico Novelli         | 120.210 | 27,6 | Partito Democratico – Italia Democratica e Progressista | 93.435  | 21,4 |
| Alleanza Verdi e Sinistra           | Federico Novelli         | 120.210 | 27,6 | 15.217                                                  | 3,5     |      |
| +Europa                             | Federico Novelli         | 120.210 | 27,6 | 9.143                                                   | 2,1     |      |
| Impegno Civico – Centro Democratico | Federico Novelli         | 120.210 | 27,6 | 2.415                                                   | 0,6     |      |
|                                     | Federico Pasculli        | 55.205  | 12,7 | Movimento 5 Stelle                                      | 55.205  | 12,7 |
|                                     | Donatella Porzi          | 35.111  | 8,0  | Azione – Italia Viva                                    | 35.111  | 8,0  |
|                                     | Angelo Baldinelli        | 7.821   | 1,8  | Italexit per l’Italia                                   | 7.821   | 1,8  |
|                                     | Francesco Sciamannini    | 5.373   | 1,2  | Italia Sovrana e Popolare                               | 5.373   | 1,2  |
|                                     | Carlo Romagnoli          | 5.199   | 1,2  | Partito Comunista Italiano                              | 5.199   | 1,2  |
|                                     | Augusto Mangoni          | 5.051   | 1,2  | Unione Popolare                                         | 5.051   | 1,2  |
|                                     | Marinella Giulietti      | 2.537   | 0,6  | Vita                                                    | 2.537   | 0,6  |
| Gesamt                              | Gesamt                   | 436.170 | 100  |                                                         | 436.170 | 100  |
|                                     |                          |         |      |                                                         |         |      |
| Ungültige Stimmen                   | Ungültige Stimmen        | 19.570  | 4,3  |                                                         |         |      |
| Wähler                              | Wähler                   | 455.740 | 68,8 |                                                         |         |      |
| Wahlberechtigte                     | Wahlberechtigte          | 662.094 |      |                                                         |         |      |
|                                     |                          |         |      |                                                         |         |      |
| Quelle: Innenministerium            |                          |         |      |                                                         |         |      |